# Протромбиновое время
Протромбиновое время (ПТВ) и его производные протромбиновый индекс (ПТИ) и международное нормализованное отношение (МНО) — лабораторные показатели, определяемые для оценки внешнего пути свёртывания крови. Используются при оценке системы гемостаза в целом, эффективности терапии варфарином, степени нарушения печеночной функции (синтеза факторов коагуляции), степени насыщения витамином К. ПТВ позволяет оценить активность факторов свертывания I, II, V, VII и X. Зачастую определяется вместе с показателем активированное частичное тромбопластиновое время (АЧТВ), которое оценивает внутренний путь свертывания крови.

## Лабораторное измерение

### Нормальное значение
Нормальный показатель протромбинового времени — 11—16 секунд, для МНО — 0,85—1,35. При терапии пероральными антикоагулянтами (варфарином) требуется более высокий целевой уровень МНО — обычно в диапазоне 2—3.

### Методология
При определении протромбинового времени чаще всего используется плазма крови. Кровь набирается в пробирку с цитратом натрия, который действует как антикоагулянт, связывая кальций в образце крови. Кровь осторожно перемешивается, затем центрифугируется для отделения клеток крови от плазмы. У новорождённых для анализа используется цельная кровь
Далее анализ выполняется автоматически при температуре 37 С. К образцу плазмы добавляется избыток кальция (таким образом, нейтрализуется эффект цитрата), что возвращает способность плазмы к свёртыванию. Для точного измерения пропорция крови и цитрата в пробирке должна быть фиксированной (обычно используется соотношение 9:1). Многие лаборатории отказываются выполнять анализ если пробирка заполнена кровью не до конца — и таким образом содержит относительно большой объём цитрата.
Далее к плазме с кальцием добавляется тканевой фактор (также известен как III фактор свертывания крови) и засекается время до образования сгустка, что определяется при оптическом измерении.
В некоторых лабораториях используется механическое определение момента образования сгустка, что позволяет более точно определять ПТВ в случае большого количества жировых капель в плазме и при гипербилирубинемии.

## Протромбиновый индекс
— рассчитывается как отношение ПТВ контрольной плазмы к ПТВ исследуемой плазмы пациента, выражается в процентах. Протромбиновый индекс считается устаревшим показателем и в настоящее время для использования в лабораториях не рекомендуется. Значение ПТВ и, соответственно, ПТИ может меняться не только между лабораториями, но и в пределах одной лаборатории при смене партии тромбопластина.

## Международное нормализованное отношение
Результаты протромбинового времени у здоровых индивидуумов варьируют в зависимости от типа реагента — тканевого фактора (тромбопластина), используемого в разных лабораториях. Показатель МНО был введён в клиническую практику, чтобы стандартизировать результаты теста ПТВ. Производители реагента (тканевого фактора) для теста ПТВ обязаны указывать МИЧ (международный индекс чувствительности) для реагентов. МИЧ показывает активность тканевого фактора в данной произведённой партии реагента в сравнении со стандартизованным образцом. Значение МИЧ обычно между 1,0 и 2,0. МНО рассчитывается — как отношение ПТВ пациента к нормальному ПТВ, возведённое в значение МИЧ использованного при тесте реагента.
МНО= (ПТВ пациента/ПТВ норма)МИЧ

## Интерпретация
Протромбиновое время — это время образования сгустка после добавления в плазму тканевого фактора (реагент получают из тканей животных). Данный показатель позволяет оценить внешний и общий пути свертывания крови. Скорость коагуляции крови по внешнему пути сильно зависит от концентрации VII фактора свертывания крови. VII фактор — белок с короткой продолжительностью жизни, для его синтеза необходим витамин К. ПТВ может быть удлинено в результате дефицита витамина К, возникающего при применении варфарина (желательный клинический эффект), при синдроме мальабсорбции, при недостаточной бактериальной колонизации кишечника (например у новорождённых). Кроме того недостаточная концентрация VII фактора может наблюдаться при заболеваниях печени (нарушение синтеза), или повышенном потреблении фактора (ДВС-синдром), что также удлиняет ПТВ.
При МНО выше 5,0 — наблюдается высокий риск кровотечения, при МНО ниже 0,5 — высокий риск тромбообразования. Нормальные значения МНО у здоровых индивидуумов от 0,8 до 1,3. При терапии варфарином — целевой уровень МНО 2,0—3,0, хотя в отдельных случаях, например при наличии искусственного механического клапана сердца, в предоперационный период может потребоваться более высокий целевой уровень МНО.
| Состояние                                  | ПТВ         | АЧТВ                         | Время кровотечения | Тромбоциты    |
| ------------------------------------------ | ----------- | ---------------------------- | ------------------ | ------------- |
| дефицит витамина К или терапия варфарином  | Удлинено    | Удлинено                     | Без изменений      | Без изменений |
| ДВС-синдром                                | Удлинено    | Удлинено укорочено или норма | Удлинено           | Снижены       |
| Болезнь Виллебранда                        | Не изменено | Удлинено                     | Удлинено           | Не изменено   |
| Гемофилия                                  | Не изменено | Удлинено                     | Не изменено        | Не изменено   |
| Терапия аспирином                          | Не изменено | Не изменено                  | Удлинено           | Не изменено   |
| Тромбоцитопения                            | Не изменено | Не изменено                  | Удлинено           | Снижены       |
| Печеночная недостаточность (ранняя стадия) | Удлинено    | Не изменено                  | Не изменено        | Не изменено   |
| Печеночная недостатоность (поздняя стадия) | Удлинено    | Удлинено                     | Удлинено           | Снижены       |
| Уремия                                     | Не изменено | Не изменено                  | Удлинено           | Не изменено   |
| Врождённая афибириногенемия                | Удлинено    | Удлинено                     | Удлинено           | Не изменено   |
| Дефицит фактора V                          | Удлинено    | Удлинено                     | Не изменено        | Не изменено   |
| Дефицит фактора X                          | Удлинено    | Удлинено                     | Не изменено        | Не изменено   |

## Факторы, влияющие на точность
Волчаночный антикоагулянт, циркулирующий ингибитор, предрасполагающий к тромбозу, влияет на результаты ПТВ в зависимости от используемой методики. Вариации активности реагента (тканевого фактора) приводят к снижению точности МНО. Несмотря на попытки международной стандартизации ПТВ (введение МНО), в 2005 году все ещё сохранялись значительные различия в показателях, определяемых в разных лабораториях.

## Статистика
Ежегодно в мире выполняется около 800 млн анализов МНО/ПТВ.

## Экспресс-определение
Кроме лабораторного метода определения МНО, описанного выше, экспресс-метод, позволяющий мониторировать МНО в домашних условиях, становится все более популярным. Новое поколение устройств и реагентов для экспресс-тестов позволяют получать результаты, близкие по точности к лабораторным.
Обычно в домашних условиях используют портативные устройства, например Коагучек Роше (Roche Coaguchek S) или Гемосенс МНО (HemoSense INRatio).